# ماركو أونتو
ماركو أونتو (بالإسبانية: Marco Oneto) مواليد 3 يونيو 1982 في فينيا ديل مار، هو لاعب كرة يد تشيلي. يلعب حاليا مع سبورتينغ كلاب ويحمل الرقم 29. مثل منتخب تشيلي لكرة اليد. حقق المركز الثالث في دورة الألعاب الأمريكية 2015.

## المسيرة الاحترافية
لعب مع برشلونة في الدوري الإسباني في موسم 2000–2001، ثم انضم إلى كانغاس من سنة 2002 إلى 2005، ثم لعب مع بيداسوا في الدوري الإسباني من سنة 2005 إلى 2007، ثم انضم إلى لوغرونيو من سنة 2007 إلى 2009، ثم انضم إلى برشلونة في الدوري الإسباني من سنة 2009 إلى 2012، ثم انضم إلى فيسبرم في موسم 2012–2013، ثم انضم إلى ماغديبورغ في الدوري الألماني في موسم 2013–2014، ثم لعب مع مندن في موسم 2014–2015، ثم انضم إلى فيسوا بوتسك في الدوري الألماني في موسم 2015–2016، ثم انضم إلى سبورتينغ كلاب في الدوري البرتغالي في سنة 2017.

## سجل المنافسة
شارك في البطولات التالية:
- بطولة العالم لكرة اليد للرجال 2015

## الإنجازات
- - فاز مرة واحدة بدوري أبطال أوروبا لكرة اليد (2010–11)
  - فاز مرة واحدة بالدوري الإسباني لكرة اليد (2010–11)
  - فاز مرتين بكأس ملك إسبانيا (2008–09)، (2009–10)
  - فاز مرة واحدة بكأس السوبر الإسباني (2009–10)
  - فاز مرة واحدة بكأس إسبانيا لكرة اليد (2009–10)

## روابط خارجية
- ماركو أونتو على موقع الاتحاد الأوروبي لكرة اليد (الإنجليزية)